# 22-es busz (Győr)
A győri 22-es jelzésű autóbusz a Révai Miklós utca és a Ménfőcsanak, Győri út, körforgalom megállóhelyek között közlekedik. A vonalat a Volánbusz üzemelteti.

## Közlekedése
Minden nap kb. 30 percenként közlekedik. Munkanapokon csúcsidőben a 22A járat sűríti a Révai Miklós utca és Marcalváros között. Hétvégén 2 óránként, illetve hétköznap reggel és este egyes járatok 22B jelzéssel, a Győzelem utca érintésével közlekednek.

## Útvonala
| Ménfőcsanak, Győri út, körforgalom felé | Révai Miklós utca felé |
| --- | --- |
| Révai Miklós utca – Révai Miklós utca – Városház tér – Szent István út – Baross Gábor híd – Baross Gábor út – Nagy Imre út – Lajta út – Bakonyi út – Mécs László utca – – Királyszék út – Aba Sámuel út – Malom utca – – Új élet út – Ormos utca – Koroncói út – Győri út – Ménfőcsanak, Győri út, körforgalom | Ménfőcsanak, Győri út, körforgalom – Győri út – Királyszék út – – Mécs László utca – Bakonyi út – Lajta út – Nagy Imre út – Baross Gábor út – Baross Gábor híd – Szent István út – Gárdonyi Géza utca – Révai Miklós utca – Révai Miklós utca |

## Megállóhelyei
Az átszállási kapcsolatok között a 21-es, 21B, 22A, 22B és 22Y buszok nincsenek feltüntetve.
| 0  | Révai Miklós utca végállomás                                       | 26 | 34 | 1, 1A, 2, 2B, 5, 5B, 5R, 6, 7, 8, 8B, 9, 9A, 11, 12, 12A, 14, 14B, 15, 15A, 17, 17B, 19, 19A, 29, 30, 30A, 30B, 30Y, 31, 31A, 37, 38, 38A, 42, CITY Távolsági járatok S10 G10 , IC, InterRégió, EC, EN, ER, gyorsvonat, expresszvonat, | Győr Helyi autóbusz-állomás, Bisinger József park, Posta, Városháza, Kormányablak |
| ∫  | Gárdonyi Géza utca                                                 | 25 | 33 | 6, 7, 8, 8B, 10, 11, 11Y, 12, 12A, 14, 14B, 15, 15A, 30, 30A, 30B, 30Y, 31, 31A, 42, CITY | Győr-Moson-Sopron Vármegyei Kereskedelmi és Iparkamara, GYSZSZC Deák Ferenc Közgazdasági Szakgimnáziuma, Révai Parkolóház, Bisinger József park |
| 1  | Városháza (↓) Baross Gábor híd, belvárosi hídfő (↑) Városközpont   | 23 | 31 | 1, 1A, 2, 2B, 5, 5B, 5R, 6, 7, 8, 8B, 9, 9A, 11, 12, 12A, 14, 14B, 15, 15A, 17, 17B, 19, 19A, 29, 30, 30A, 30B, 30Y, 31, 31A, 37, 38, 38A, 42, CITY Távolsági járatok S10 G10 , IC, InterRégió, EC, EN, ER, gyorsvonat, expresszvonat, | Győr Városháza, 2-es posta, Honvéd liget, Révai Miklós Gimnázium, Földhivatal, Megyeháza, Győri Törvényszék, Büntetés-végrehajtási Intézet, Richter János Hangverseny- és Konferenciaterem, Vízügyi Igazgatóság, Zenés szökőkút, Bisinger József park, Kormányablak |
| 3  | Baross Gábor út, Szigethy Attila út                                | 20 | 25 | 42 | Petz Aladár Egyetemi Oktató Kórház, Győri Evangélikus Egyházközség temploma, Vármegyei Rendőr-főkapitányság |
| 5  | Nagy Imre út, virágbolt                                            | 18 | 22 | 2, 2B, 20Y, 42 | Szent-Györgyi Albert Egészségügyi és Szociális Szakképző Iskola |
| 7  | Lajta út, posta                                                    | 16 | 20 | 11, 11Y, 14, 14B, 23, 23A, 24, 25, 26, 28, 42 | Benedek Elek Óvoda, Posta, Brunszvik Teréz Német Nemzetiségi Óvoda, Szent-Györgyi Albert Egészségügyi és Szociális Szakképző Iskola, Kovács Margit Általános Művelődési Központ                                                                                     |
| 8  | Lajta út, gyógyszertár                                             | 14 | 18 | 11, 11Y, 14, 14B, 23, 23A, 24, 25, 26, 28, 42 | A Dr. Kovács Pál Könyvtár és Közösségi Tér marcalvárosi fiókkönyvtára, Mesevár Óvoda, Kovács Margit Óvoda, Idősek Otthona |
| 10 | Bakonyi út, marcalvárosi aluljáró (Korábban: Gerence út, aluljáró) | ∫  | ∫  | 11, 11Y, 14, 14B, 23, 23A, 24, 25, 26, 28, 42 | |
| ∫  | Bakonyi út, Gerence út (Korábban: Gerence út, PÁGISZ ÁMK)          | 13 | 17 | 11, 11Y, 14, 14B, 23, 23A, 24, 25, 26, 28, 42 | Győri Műszaki Szakképzési Centrum Pattantyús-Ábrahám Géza Ipari Szakgimnáziuma és Szakközépiskolája |
| 12 | Marcalváros, Kovács Margit utca                                    | 12 | 15 | 1, 1A, 11, 11Y, 14, 14B, 23, 23A, 24, 25, 26, 28, 42 | LIDL, TESCO, GYSZSZC Krúdy Gyula Gimnáziuma, Két Tanítási Nyelvű Középiskolája, Turisztikai és Vendéglátóipari Szakképző Iskolája, Arany János Általános Iskola |
| 13 | Katód utca                                                         | 11 | 14 | 1 | Apor Vilmos Katolikus Iskolaközpont |
| 15 | Győrújbaráti elágazás (Korábban: Pápai úti vámház)                 | 10 | 12 | 1, 20Y, 32, 34, 36, 37 | MÖBELIX, ALDI, Family Center |
| 17 | 83-as út, TESCO áruház                                             | 8  | 10 | 1, 20Y, 32, 34, 36, 37 | TESCO Hipermarket, Family Center, KIKA, ALDI |
| 18 | Decathlon áruház                                                   | 6  | 7  | 1, 20Y, 34, 36, 37 | Decathlon Áruház, Reál Élelmiszer |
| 20 | Ménfőcsanak, Királyszék út                                         | 5  | 5  | 1, 20Y, 32, 34, 36, 37 | Ménfőcsanak felső |
| 21 | Aba Sámuel utca                                                    | ∫  | ∫  | 1, 20Y, 37 | |
| 23 | 83-as út, gyirmóti elágazás                                        | ∫  | ∫  | 20Y | |
| ∫  | Ménfőcsanak, malom                                                 | 4  | 4  | 32, 34, 36 | |
| 25 | Új élet út                                                         | ∫  | ∫  | 20Y | |
| ∫  | Győri út, iskola                                                   | 2  | 2  | 34, 36 | Petőfi Sándor Általános Iskola, Ménfőcsanaki Művelődési Ház, Bezerédj-kápolna, a Dr. Kovács Pál Könyvtár és Közösségi Tér ménfőcsanaki fiókkönyvtára, Ménfőcsanaki Bölcsőde, Bezerédi úti focipálya, Győzelem utcai óvoda, Posta, Bezerédj park                     |
| 26 | Ormos utca                                                         | ∫  | ∫  | 20Y | |
| 28 | Ménfőcsanak, vasúti megállóhely                                    | ∫  | ∫  | 20Y, 36 | Ménfőcsanak |
| 30 | Ménfőcsanak, vendéglő                                              | 1  | 1  | 20Y, 34 | Nagyboldogasszony templom, Evangélikus templom |
| 31 | Ménfőcsanak, Győri út, körforgalom végállomás                      | 0  | 0  | 20Y, 34 | Evangélikus templom |

1. ↑  Egyes járatok kiemelt csúcsidei menetidővel közlekednek.